# In Defiance of Existence
In Defiance of Existence peti je studijski album norveškog black metal-sastava Old Man's Child. Album je 20. siječnja 2003. godine objavila diskografska kuća Century Media Records.

## Popis pjesama
| 1.    | »Felonies of the Christian Art«               | Galder         | 5:48 |
| 2.    | »Agony of Fallen Grace«                       | Galder         | 4:28 |
| 3.    | »Black Seeds on Virgin Soil«                  | Galder         | 4:58 |
| 4.    | »In Defiance of Existence«                    | Galder, Jardar | 4:57 |
| 5.    | »Sacrifice of Vengeance«                      | Galder         | 4:32 |
| 6.    | »The Soul Receiver«                           | Galder         | 4:31 |
| 7.    | »In Quest of Enigmatic Dreams« (Instrumental) | Galder, Jardar | 0:53 |
| 8.    | »The Underworld Domains«                      | Galder         | 4:48 |
| 9.    | »Life Deprived«                               | Galder         | 4:49 |
| 39:44 |                                               |                |      |

## Zasluge
Old Man's Child
- Galder – vokali, gitara (solo, akustična), bas-gitara, klavijature
- Jardar – gitara (solo, akustična)

Dodatni glazbenici
- Nicholas Barker – bubnjevi
- Gus G. – solo gitara (na pjesmama 1 i 9)

Ostalo osoblje
- Media Logistics – raspored ilustracija (na vinilnom izdanju)
- Shannon Hourigan – ilustracije, naslovnica
- Arnold Lindberg – inženjer zvuka, miksanje
- Ulf Horbelt – mastering
- Sebastian Ludvigsen – fotografija
- Fredrik Nordström – inženjer zvuka, miksanje, produkcija
- Patrik J. Sten – inženjer zvuka, miksanje
- Christophe Szpajdel – logotip